# Luchthaven Balakovo
Luchthaven Balakovo (Russisch: Аэропорт Балаково) is een kleine luchthaven voor de burgerluchtvaart op 19 kilometer ten zuiden van de stad Balakovo in de Russische oblast Saratov. De luchthaven is berekend op middelgrote vliegtuigen zoals de Tu-154 en de Il-76.
Oorspronkelijk zou de luchthaven vanwege de slechte economische situatie in de stad groter moeten worden dan de regionale luchthaven Saratov, maar doordat het geld tijdens de bouw opraakte, bleef de luchthaven veel kleiner dan vooraf was gepland.